# روبان سفید
روبان سفید یک باریکه پارچه‌ای سفید رنگ، یا شکلی نمادین از روبانی سفید است که بسته به موقعیت استفاده معانی نمادین و آگاهی دهنده دارد و معمولاً بر روی لباس نصب می‌شود. مهم‌ترین کاربرد آن برای مبارزه با خشونت علیه زنان است.

## مبارزه با خشونت علیه زنان
بعد از قتل‌عام دانشگاه پلی‌تکنیک اکول (مونترال) در کانادا در ۶ دسامبر ۱۹۸۹ که در آن ۱۴ زن به قتل رسیدند، در سال ۱۹۹۱، چند تن از مردان کانادایی تصمیم گرفتند مردان را وادارند دربارهٔ خشونت علیه زنان حرف بزنند. استفاده از روبان سفید سمبل مردان مخالف خشونت علیه زنان شده‌است.
زدن روبان سفید به لباس خود به معنای تعهد شخصی به عدم اعمال خشونت علیه زنان، محکوم کردن آن و عدم سکوت در برابر آن است. زدن روبان سفید راهیست برای بیان «در آینده خشونتی علیه زنان وجود نخواهد داشت.»
این کمپین در کانادا از ۲۵ نوامبر (روز بین‌المللی رفع خشونت علیه زنان) تا ۶ دسامبر، (روز ملی یادبود و عمل علیه خشونت علیه زنان در کانادا)، کارزار خود را برگزار می‌کند. سایر کشورها از ۲۵ نوامبر تا ۱۰ دسامبر کارزارهایی برگزار می‌کنند، اما این کارزارها می‌توانند در هر زمانی در سال نیز برگزار شوند.

## فمینیسم
روبان سفید توسط بعضی از فمینیستها به عنوان نماد جنبش‌شان به کار رفته‌است.

## حمایت از افراد خودآزار
کاربرد آن نزدیک به روبان نارنجی است و کسانی که حمایت خود را از افراد خودآزار (self-harmers) بیان می‌کنند بر لباسشان نصب می‌کنند.

## اعتراضات به نتایج انتخابات روسیه ۲۰۱۲-۲۰۱۱
در جریان اعتراضات به نتایج انتخابات روسیه ۲۰۱۲-۲۰۱۱، چندین گروه معترض در اینترنت شکل گرفتند. آن‌ها از مردم خواستند برای نشان دادن همبستگی خود با معترضان، روبان سفید ببندند. این معترضان خواستار برگزاری انتخابات سالم در روسیه بودند.
به نظر می‌رسد روبان سفید تقلیدی از نماد انقلابهای جمهوریهای شوروی سابق است: نارنجی در اوکراین، گل سرخ در گرجستان و گل لاله در قرقیزستان.
در جریان این اعتراضات روبانهای سفید نه تنها در وبلاگها، بلکه روی وسایل نقلیه و لباس روسها دیده می شد.